# Kostas Tsimikas
Konstantinos "Kostas" Tsimikas - em grego, Κωνσταντίνος "Ντίνος" Τσιμίκας (Salonica, 12 de maio de 1996) é um futebolista grego que atua como lateral-esquerdo. Atualmente joga no Liverpool e pela Seleção Grega.

## Carreira
Revelado pelo Neapoli, equipe amadora de sua cidade, Tsimikas jogou também nas categorias de base do Panserraikos na temporada 2013–14, mudando-se posteriormente ao Olympiacos, onde se profissionalizou em 2015, estreando contra o Kalloni FC em dezembro do mesmo ano.
Em 2016–17, disputou apenas 3 jogos (1 pelo Campeonato Grego e 2 pela Copa da Grécia) antes de ser emprestado ao Esbjerg (Dinamarca) até o final da temporada, onde atuou em 9 partidas e fez 2 gols, regressando ao Olympiacos em seguida.[carece de fontes?]
Sem espaço no time alvirrubro, Tsimikas foi novamente emprestado, desta vez ao Willem II (Países Baixos). Na equipe de Tilburg, atuou em 37 partidas (33 pela Eredivisie e 4 pela Copa dos Países Baixos) e marcou 6 gols, com destaque para o tento de bicicleta feito sobre o Utrecht, que foi eleito o Gol do mês de março pela revista Voetbal International, além do lateral ser escolhido o Novato do Mês da Eredivisie.
De volta ao Olympiacos, Tsimikas disputou 74 jogos, conquistando os títulos do Campeonato Grego e da Copa da Grécia em 2019–20, chegando a renovar seu contrato até 2023.
Em agosto de 2020, assinou com o Liverpool por 11,75 milhões de libras, tornando-se o segundo jogador de seu país a vestir a camisa dos Reds. A estreia do lateral pelo clube foi em setembro, na vitória por 7 a 2 sobre o Lincoln City, pela Copa da Liga Inglesa, enquanto seu primeiro jogo na Premier League foi na derrota por 4 a 1 frente ao Manchester City, substituindo Andrew Robertson. Em agosto de 2021, disputou sua primeira partida como titular contra o Norwich City.

## Seleção Nacional
Tendo jogado pelas seleções de base da Grécia, Tsimikas faria sua estreia pelo time principal em outubro de 2018 contra a Hungria, sendo o autor do cruzamento para o gol de Konstantinos Mitroglou.

## Títulos
Olympiacos
- Campeonato Grego: 2019–20[3]
- Copa da Grécia: 2019–20[3]

Liverpool
- Copa da Liga Inglesa: 2021—22[16] e 2023–24
- Copa da Inglaterra: 2021–22
- Premier League: 2024–25[17]

### Individuais
- Jogador Grego do Ano: 2019–20[18]
- Time do Ano do Campeonato Grego: 2019–20[19]